# نسيج الكون (كتاب)
نسيج الكون :الفضاء، الزمن، ونسيج الواقع(2004) (بالإنجليزية: Fabric of the Cosmos:Space,Time,and the Texture of Reality)‏  هو ثاني كتب براين غرين، أستاذ الفزياء النووية بمعهد جامعة كولومبيا في مدينة نيويورك.

## مقدمة
يبدأ غرين كتابه متسائلا عن ماهية الواقع؟ أو بشكل أدق ما هو الزمكان؟، قبل أن يبدأ في الإجابة يتطرق أولا للخصائص التي يراها مثيرة ومهمة لتشكيل صورة كاملة للواقع الذي رسمه العلم الحديث.
في كل فصل تقريبا، يقوم غرين بإدخال المفاهيم الأساسية ويطورها ببطء وعلى مراحل حتى تصل إلى ذروتها.
يحاول غرين بعد ذلك التواصل مع القارئ من خلال وضعه لنماذج بسيطة تساعد في تفسير معنى المفاهيم العلمية الأساسية، دون الإفراط في تبسيط النظرية التي تكمن وراءها.ففي مقدمة كتابه، نجده يعترف صراحة بكون بعض من أجزاء كتابه تعتبر مثيرة للجدل بين العلماء، ويؤكد أنه سيناقش وجهات النظر الرئيسية في النص الرئيسي ونقاط الخلاف ضمن ملاحظات نهائية تحتوي على شرح أكثر اكتمالا للنقاط المبسطة المضمنة في النص الرئيسي.

## الملخص

### الجزء الأول:ساحة الواقع
الهدف الرئيسي من الجزء الأول هو تعريف المكان والزمان ومفهوم ارتباطها معا، حيث يمكن القول أن الفصل الأول للكتاب هو اشبه بطريق إلى فهم الواقع (الزمكان)، عن طريق عرض لما سيحدث لاحقا في الكتاب، فيتطرق على سبيل المثال للمناقشات الدائرة حول الفيزياء الكلاسيكية وميكانيكا الكم وأيضا الفيزياء الكونية.

### 'الفصل 2:الكون وتجربة الدلو
يحاول فيه عرض الفضاء كنقطة رئيسية، فيكتب متسائلا حول مفهوم الزمن والمكان: هل الفضاء تجريد بشري، أم أنه كيان مادي؟
في طريقه لإجاد حل لهذا التساءل يتوقف عند تجربة دلو الماء الذي يدور، محاولا تفسير القوة التي تبقي الماء داخل الدلو. فيعرج على أفكار إسحاق نيوتن وإرنست ماخ وغوتفريد ليبنيز حول هذه التجربة ويعرضها ويناقشها بالتفصيل.

### الفصل 3:النسبية والمطلق
يقوم غرين هنا بالتركيز على الزمكان، فيقوم بطرح سؤال أكثر اهمية مما سبق مفاده: هل هو وقت فراغ استخراج أينشتاين أو كيان مادي؟
في هذا الفصل، يناقش مفاهيم النسبية الخاصة والنسبية العامة، ومدى اهميتها وارتباطها بمعنى الزمكان.

### الفصل 4:الفضاء المتشابك
يستكشف غرين في هذا الفصل أهم ما عرفته ثورة عصر ميكانيكا الكم، مع التركيز على أن الأشياء تبقى مفصولة ومتميزة في كون تحكمه القوانين الكمية.و يدرس هذا الفصل بشكل خاص ميكانيكا الكم، ومفاهيم موجات الاحتمال،تداخل الموجات، اللف المغزلي، تجربة شقي يونغ، ومبدأ عدم اليقين.ولاينسى غرين في هذا الفصل التنبيه للتحديات التي طرحها ألبرت أينشتاين وبوريس بودولسكي وناثان روزين حول ميكانيكا الكم.

## الجزء الثاني:الوقت والتجربية
يستهل هذا الجزء بمعالجة إشكالية ما إذا كان الوقت مفهوما مألوفا جدا، وفي نفس الوقت واحدا من المفاهيم الأقل تفهما للإنسانية.

### الفصل 5:نهر المجمدة
يتناول فيه مسألة «تدفق الوقت»، من خلال مفهوم النسبية الخاصة باعتبارها كلمة مفتاحية أساسية في هذا الفصل. فيقول ان سبب وجود مفاهيم مختلفة للواقع، راجع لتناقل المراقبين لبعض المفاهيم المختلفة عن ما توجد عليه في لحظة معينة.
في نهاية الفصل الرابع يخرج غرين باستناج يفيد بان الوقت لا يتدفق، ويرفق ذلك قائلا بأن كل الأشياء الموجودة في وقت واحد هي موجود في نفس الوقت.

### الفصل 6:الحظ والسهم (سهم الزمن)
بعد طرحه لسؤال هل للوقت سهم ؟ يبدء الكاتب في شرح بعض الأساسيات في قوانين الفيزياء، ويبين ان تطبيقها يكون على تقدم الوقت وعلى عودته إلى الوراء معا، ويسمى هذا بقانون التماثل العكسي للوقت.
أحد المواضيع الرئيسية لهذا الفصل هو العشوائية، وهنا نجده يعطي تشبيهات مختلفة لتوضيح كيفية عمل العشوائية وأهم مفارقاتها الواضحة.ذروة هذا الفصل تتحدث عن العلاقة المشتركة بين العشوائية (الإنتروبيا) والجاذبية، ارتباطا بذلك يعتبر غرين ان بداية الكون يجب أن تكون نيجة للحد الأدنى للعشوائية.

### الفصل 7:الزمن والكم
هنا يعطي للقارئ فكرة واضحة عن طبيعة الزمن في مجال الكم. ويلعب الاحتمال دورا رئيسيا في هذا الفصل، وهذا امر طبيعي لكونه جزء أساسي من ميكانيكا الكم.
يقوم هنا بإعادة النظر في تجربة الفتحة المزدوجة من أجل الكشف عن الأشياء في الماضي. العديد من التجارب تعرض واحدة بعد الأخرى في هذا الفصل، مثل تجربة ممحاة الكم (Quantum Eraser)، بالإضافة إلى العديد من المشاكل الرئيسية الأخرى الواجب التنبيه لها، مثل ميكانيكا الكم والتجربة، فضلا عن ميكانيكا الكم ومشكلة القياس.
في الأخير يتناول هذا الفصل موضوع هاما جدا يتمثل في الترابط وأهميته في العالم العياني.

## الجزء الثالث:الزمكان وعلم الكونيات
يتناول بصفة عامة المجال المجهري للكون.

### الفصل 8:ندفة الثلجوالزمكان
يحاول غرين في هذا الفصل تفسير تاريخ الكون على انه نفسه تاريخ التناظر.فجعل من هذا الأخير وأهميته للتطور الكوني موضوعا للفصل الثامن.دون أن ينسى الإشارة إلى النسبية العامة باعتبارها نسيجا ممتدا من الزمكان، للوصول إلى مفهوم شامل للزمكان يجمع بين علم الكونيات والتناظر وشكل الفضاء بطريقة جديدة وفريدة من نوعها.

### الفصل 9:تبخير الفراغ
يعرض في هذا الفصل  الفكرة النظرية للجسيم الأولي بوزون هيغز.مع التركيز على جزء الثانية الأول بعد الانفجار العظيم.
يستنتج الكاتب من كل هذا أن كمية التناظر في الكون قد تغيرت فجأة من خلال عملية تسمى كسر التناظر.وايضا يعيد الاعتبار لنظرية الاتحاد الكبير ويعيد النظر في الانتروبيا (العشوائية)

### الفصل 10:تفكيك الانفجار
يعالج بشكل رئيسي علم التضخم الكوني، مع الأخذ بعين الاعتبار النسبية العامة واكتشاف الطاقة المظلمة (الجاذبية الثائرة)، والثابت الكوني كذلك.
كما يتناول أيضا بعض المشاكل التي تنشأ بسبب نظرية الانفجار العظيم، ويقدم إجابات جديدة باستخدام التدخم الكوني.و تشمل هذه المشاكل كلا من مشكلتي الأفق ومشكلة التسطيح.
ينتهي الفصل بمناقشة توزيع المادة في جميع أنحاء الكون، ومفاهيم المادة المظلمة والطاقة المظلمة.

### الفصل 11:نظرية الكوانتا في السماء
يواصل التطرق دائما لموضوع التضخم الكوني، كما يناقش سهم الزمن أيضا.
بصفة خاصة يتناول هذا الفصل ثلاثة تطورات رئيسية، تتمثل في كل من  تشكيل الهياكل مثل المجرات، كمية الطاقة اللازمة لتوليد الكون الذي نراه الآن، وأيضا أصل سهم الزمن.

## الجزء الرابع: أصول وتوحيد
يتناول الجوانب النظرية الجديدة للفيزياء، ولا سيما من وجهة نظر الكاتب ومجال تخصصه.

### الفصل 12،العالم على شكل سلسلة
يستعرض فيه بنية نسيج  الفضاء وفقا لنظرية الأوتار.في طريقه لذلك يحاول إدخال مفاهيم جديدة، مثل طول بلانك وزمن بلانك، ويعيد النظر في الأفكار التي تطرق لها كتابه السابق الكون الرائع.
من خلال هذا الفصل يمكن لأي قارئ فهم نظرية الأوتار وكيفية سدها للفجوات القائمة بين النسبية العامة وميكانيكا الكم.

### الفصل 13:الكون على شكل برين
هو تكملة لكل الأفكار التي جاء بها في الفصل 12، لكن هذه المرة يحاول التركيز ما أمكن على نظرية-إم التي تتفرع عن نظرية الأوتار.وهي فرصة للمضاربة على مفهومي الزمان والمكان، من خلال عرض أفكار عدد من الفيزيائيين، أمثال إدوارد ويتن وبول ديراك.المحور الرئيسي لهذا الفصل هو الجاذبية وأثرها على الأبعاد الإضافية، مع تخصيص قسم موجز للنموذج الدوري.

## الجزء الخامس: الواقع والخيال
في هذا الجزء يتعامل الكاتب مع العديد من المفاهيم النظرية، بما فيها الفضاء والسفر عبر الزمن.

### الفصل 14:في السماوات وعلى الأرض
يتحدث في هذا الفصل عن التجارب المختلفة مع الفضاء والزمان، من خلال التذكير بالنظريات السابقة ذكرها في الفصول الأخرى، مثل نظرية هيغز، التناظر الفائق، ونظرية الأوتار. كما يستعرض الكاتب في هذا الفصل أيضا وصفا للتجارب المستقبلية المخطط لإجرائها من أجل التحقق من العديد من المفاهيم النظرية التي تمت مناقشتها في وقت سابق، بما فيها المادة المظلمة، الطاقة المظلمة، وجود جسيم بوزون هيغز، والأبعاد المكانية الإضافية.

### الفصل 15:الناقلات الفضائية وآلات السفر عبر الزمن
يتحدث هنا عن السفر عبر الفضاء والزمان باستخدام أساليب مثيرة للاهتمام، ويعيد ميكانيكا الكم مرة أخرى للواجهة من خلال عرضه لفكرة الناقلات الفضائية.كما يطرح ويناقش كل تلك النظريات التي تعتقد بامكانية السفر عبر الزمن إلى الماضي.و في نهاية هذا الفصل يركز الكاتب على الثقب الدودي والنظرية الكامنة وراءه.

### الفصل 16تلميح للمستقبل
يركز فيه على الثقوب السوداء وعلاقتها بالانتروبيا أو ما يسمى بالعشوائية. ويخرج في النهاية بفكرة رئيسية تستبعد ان يكون الزمكان واجهة أساسية للنسيج الكون.

## نجاح الكتاب
حقق كتاب نسيج الكون لكاتبه براين غرين نجاحا كبيرا مباشرة بعد إصداره، حيث صنف في عام 2005 ضمن قائم الكتب الأكثر شعبية بين عملاء موقع Amazon.com ، إضافة لتصنيفه على قائمة نيويورك تايمز لأكثر الكتب مبيعا -انطلاقا من يوم نشره في ال 10 فبراير 2004، حيث بلوغ المبيعات ذروتها خلال أيام ال 3 و 4 من أبريل من نفس السنة، إلى غاية إيداع القائمة في  9 مايو.

## من الكتاب إلى الشاشة
قامت السلسلة الوثائقية التلفزية نوفا المتخصصة في العلوم المبسطة بإنتاج سلسلة وثائقية مقتبسة من كتاب نسيج الكون وتحمل نفس عنوانه، تتالف من 4 حلقات (عرضت خلال الحلقة 5 و 6 و 7و 8 من السلسلة في موسمها ال39)  موزعة على الشكل التالي:
1.نسيج الكون: ما هو الفضاء ؟ (2 نوفمبر 2011)
2.نسيج الكون: وهم الوقت (9 نوفمبر 2011)
3.نسيج الكون: قفزه الكم (16 نوفمبر 2011)
4.نسيج الكون: كون واحد أم أكوان المتعدد؟ (23 نوفمبر 2011) 

## بيانات المنشور
- نسيج الكون: الفضاء، الزمن، ونسيج الواقع(2004)،ألفريد كنوف، راندوم هاوس (ردمك 0-375-41288-3)

## روابط خارج
- قناة بي بي إس ، سلسلة «نوفا»: نسيج الكون (إنجليزية)